# トロン・エスペン・セイム
トロン・エスペン・セイム（Trond Espen Seim）は、ノルウェーの俳優。

## 出演作品
- 私立探偵ヴァルグシリーズ（ヴァルグ・ヴェウム）
- 遊星からの物体X ファーストコンタクト（エドヴァード・ウォルナー）